# Občan Kane
Občan Kane je film režiséra a spisovatele Orsona Wellese z roku 1941. Snímek byl nominován na Cenu akademie v devíti kategoriích, ale získal pouze cenu za nejlepší originální scénář. Ten napsal Welles ve spolupráci s Hermanem J. Mankiewiczem. Tento film je označován za nejpokrokovější v dějinách filmu. Americký filmový institut ho umístil na první příčku žebříčku největších amerických filmů všech dob.
Do hlavní role obsadil Orson Welles sám sebe. Ve filmu použil nové postupy a některé scény natáčel bez sestříhání. Soustředil se na akce, pracoval se světlem a při natáčení použil takzvanou žabí perspektivu.
Film má vcelku jednoduchý děj, soustředěný okolo osoby tiskového magnáta Charlesa Fostera Kanea, který krátce před smrtí vysloví slovo „rosebud“ (poupě). V celém filmu se tak diskutuje o významu tohoto slova.

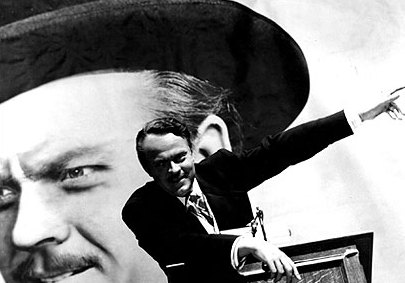
Orson Welles v roli Charlesa Fostera Kana